# McCreary County
McCreary County is een county in de Amerikaanse staat Kentucky.
De county heeft een landoppervlakte van 1.108 km² en telt 17.080 inwoners (volkstelling 2000). De hoofdplaats is

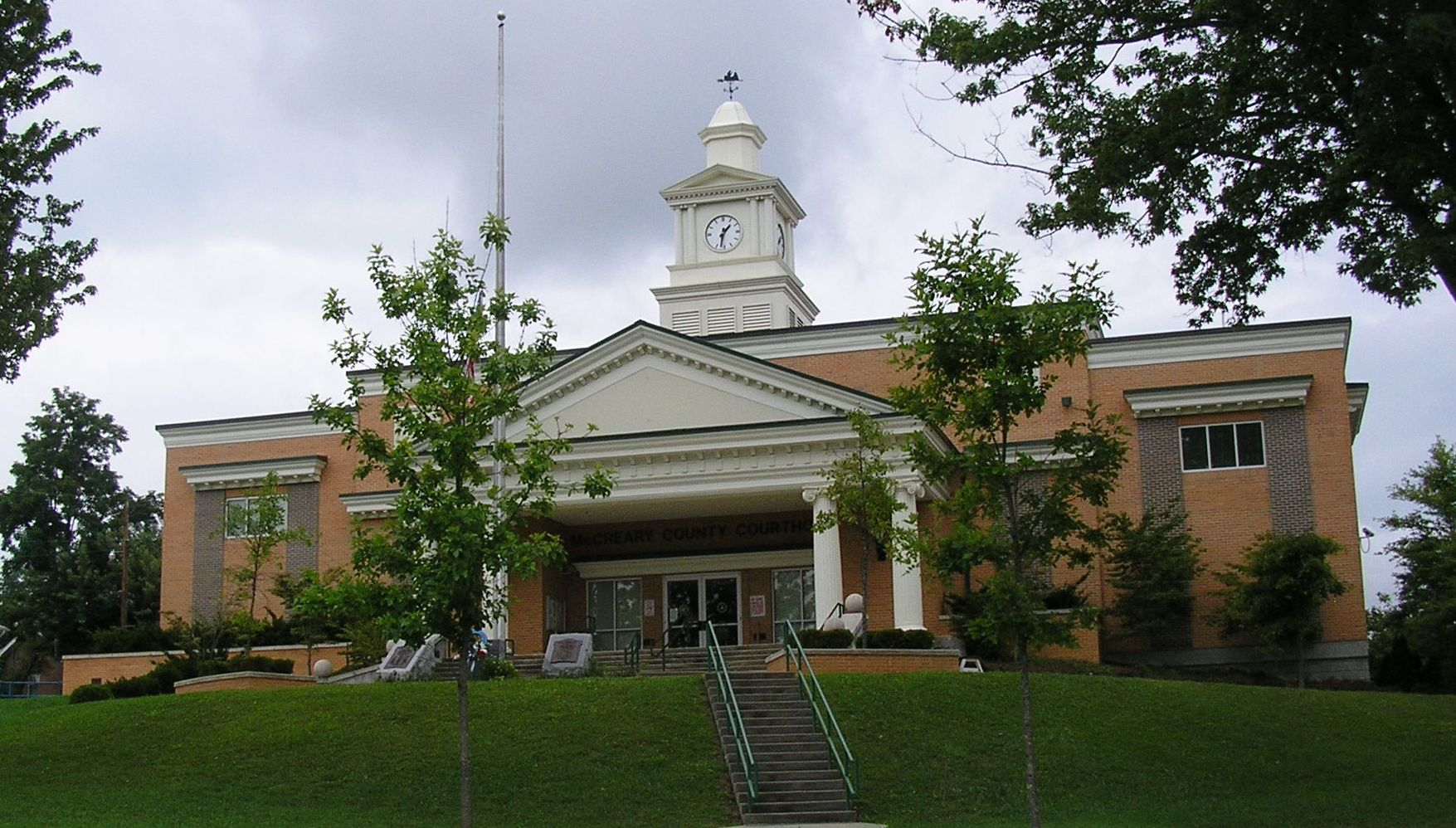
McCreary County Courthouse